# Tularosa
Tularosa – wieś w Stanach Zjednoczonych, w stanie Nowy Meksyk, w hrabstwie Otero.